# Nowokrasne
Nowokrasne – wieś w Polsce położona w województwie mazowieckim, w powiecie przasnyskim, w gminie Krasne. Wieś ma status sołectwa. Leży nad Pełtą.
W latach 1975–1998 miejscowość administracyjnie należała do województwa ciechanowskiego.